# Sertulariidae
Famille
Synonymes
- Sertulariae Lamouroux, 1812[2]

Les Sertulariidae forment une famille d'Hydrozoaires, de l'ordre des Leptothecata. 

## Liste des genres
Selon World Register of Marine Species (24 août 2023) :
- genre Abietinaria Kirchenpauer, 1884
- genre Amphisbetia L. Agassiz, 1862
- genre Caledoniana Galea, 2015
- genre Caminothujaria von Campenhausen, 1896
- genre Crateritheca Stechow, 1921
- genre Dictyocladium Allman, 1888
- genre Diphasia Agassiz, 1862
- genre Dynamena Lamouroux, 1812
- genre Fraseroscyphus Boero & Bouillon, 1993
- genre Geminella Billard, 1925
- genre Gigantotheca Vervoort & Watson, 2003
- genre Hydrallmania Hincks, 1868
- genre Hypopyxis Allman, 1888
- genre Idiellana Cotton & Godfrey, 1942
- genre Mixoscyphus Peña Cantero & Vervoort, 2005
- genre Papilionella Antsulevich & Vervoort, 1993
- genre Pericladium Allman, 1876
- genre Polysertularella Antsulevich, 2011
- genre Salacia Lamouroux, 1816
- genre Sertularia Linnaeus, 1758
- genre Solenoscyphus Galea, 2015
- genre Stereotheca Stechow, 1919
- genre Tamarisca Kudelin, 1914
- genre Tasmanaria Watson & Vervoort, 2001
- genre Thuiaria Fleming, 1828
- genre Tridentata Stechow, 1920

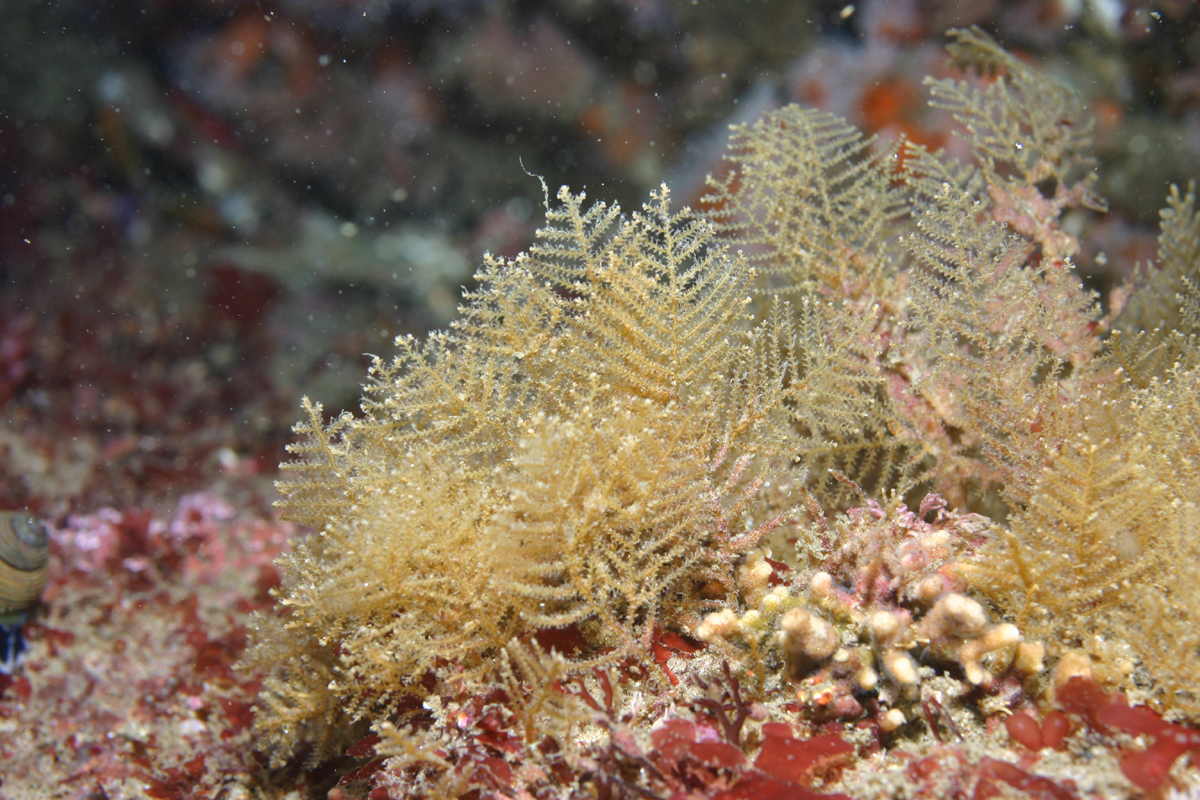
Abietinaria sp.
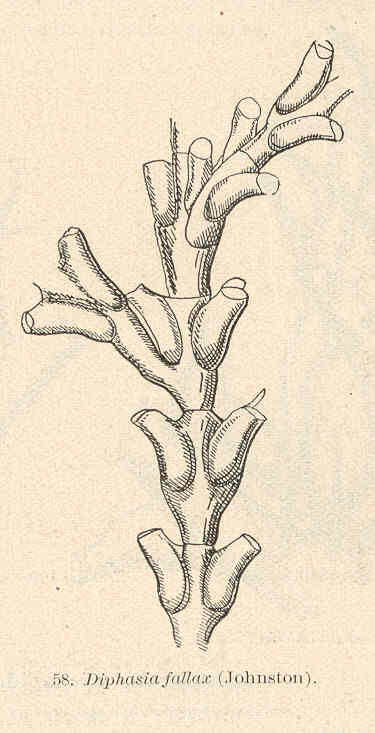
Diphasia fallax
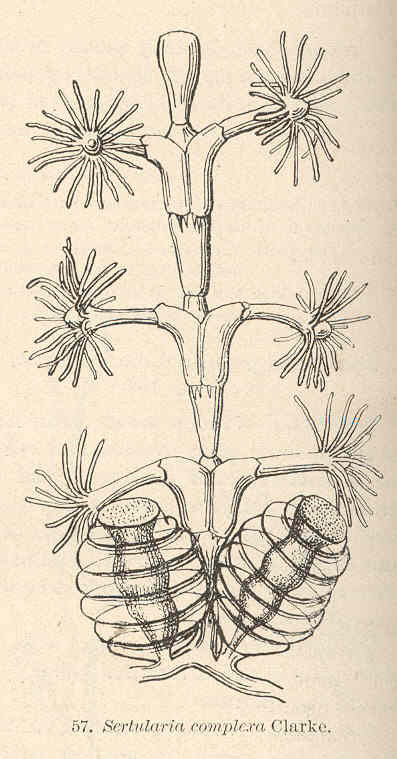
Dynamena disticha
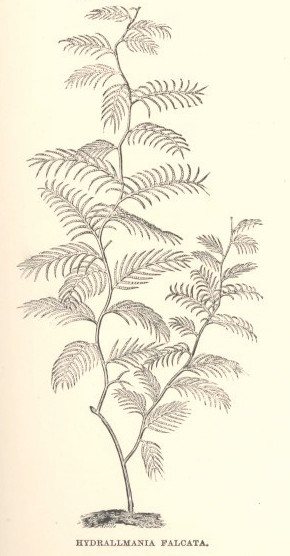
Hydrallmania falcata
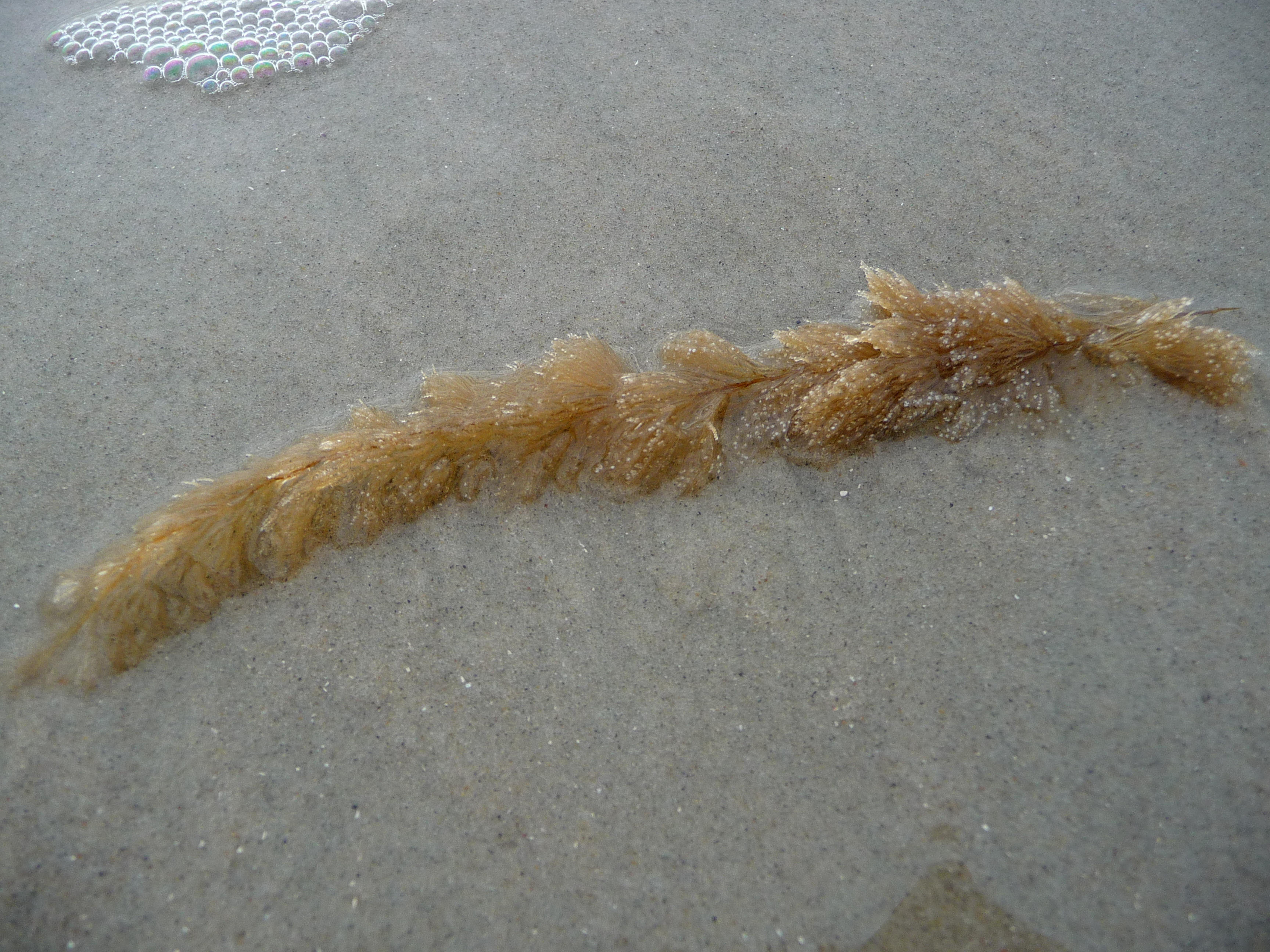
Sertularia cupressina
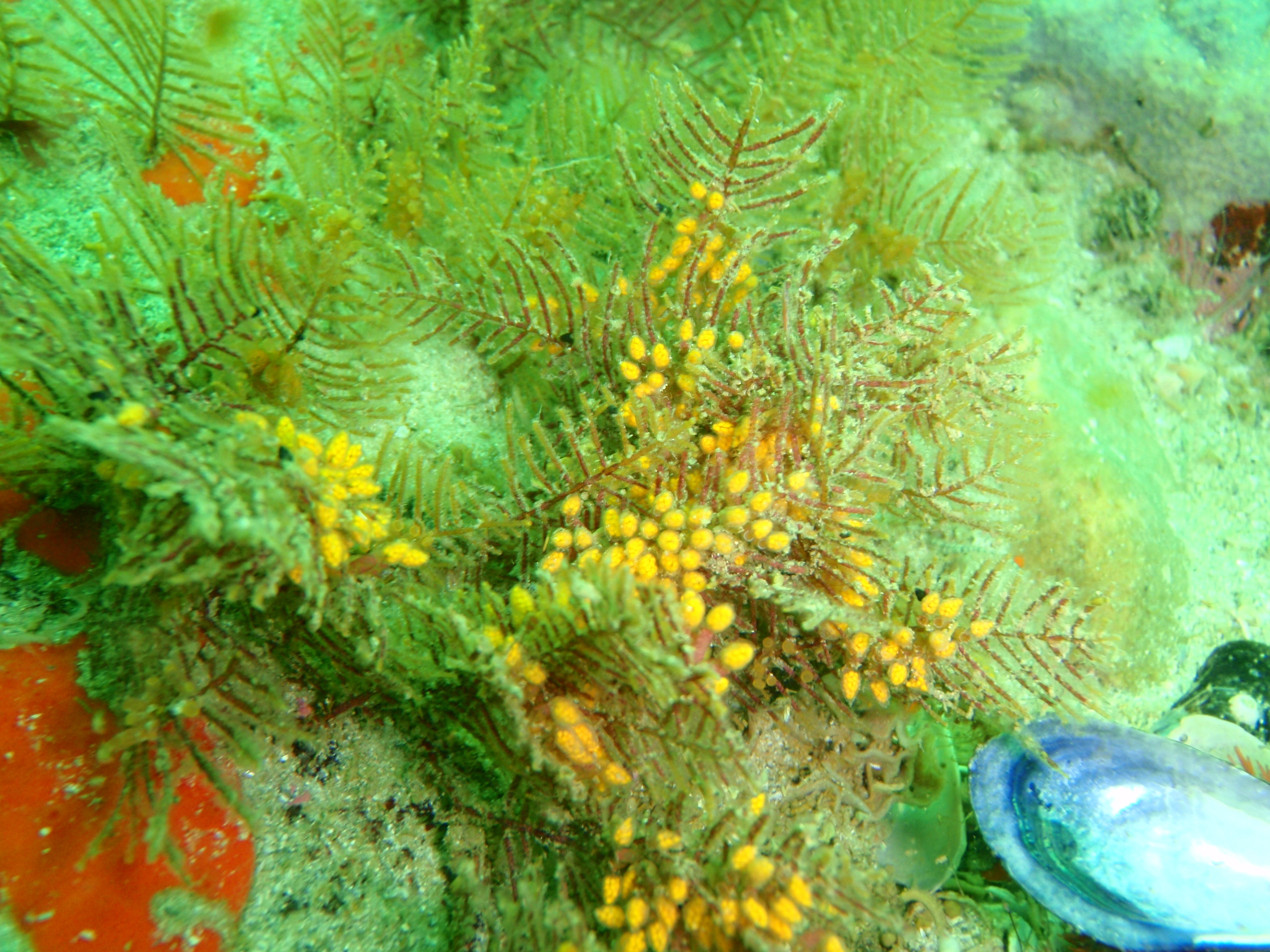
Thuiaria articulata